# 宇都宮城

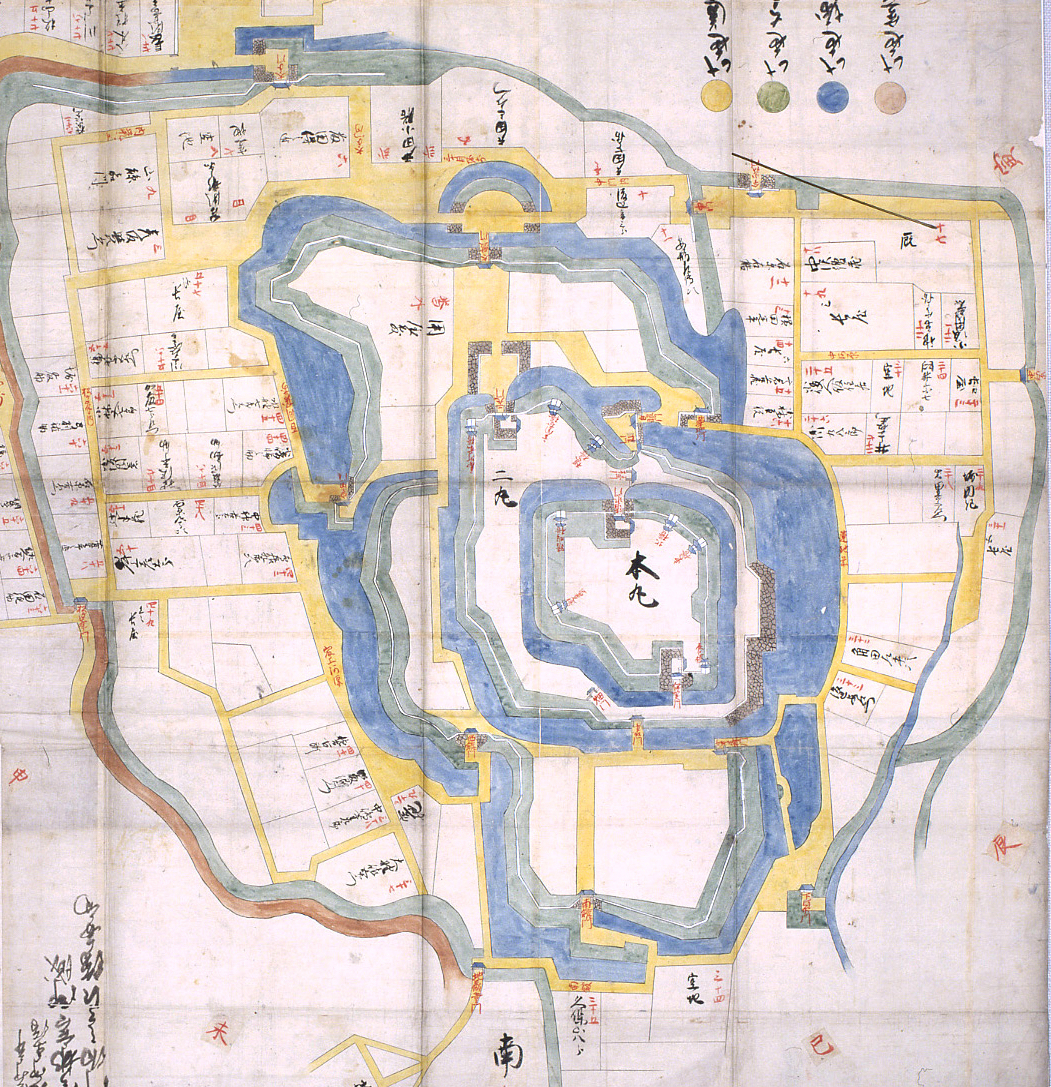
江戸時代中期の宇都宮城を描いた古地図

宇都宮城（うつのみやじょう）は、栃木県宇都宮市本丸町にあった日本の城。関東七名城の一つ。江戸時代は宇都宮藩の藩庁となった。別名、亀ヶ岡城（かめがおかじょう）。

## 概要
平安時代に藤原宗円が二荒山の南に居館を構えたのが初めである。近世・江戸時代に改修され、輪郭と梯郭形式を合わせた土塁作りの平城であった。本多正純の頃には天守があったといわれているが、清明台櫓を事実上の天守としていた。また、徳川将軍の日光東照宮参拝の際に将軍の宿泊施設として利用された。
明治初頭の戊辰戦争の際に焼失し、第2次世界大戦後に都市開発が行われたため、遺構はほとんど残っていないが、本丸の一部の土塁が現存し、本丸の土塁、堀が外観復元、建物（清明台、富士見櫓、土塀）が木造で復元され、宇都宮城址公園として一般に公開されている。今後、本丸御成御殿、本丸清水門、本丸伊賀門を復元する計画がある。
- 現在確認できる遺構
  - 埼玉県川口市本町の錫杖寺に明治41年に宇都宮城の門のを解体、移設再建されたと伝わる山門が現存。
  - 栃木県宇都宮市瓦谷町萬松寺の山門は明治時代に宇都宮城の門を宇都宮市塙田の成高寺へ移築後に萬松寺の山門として再移築されたと伝わる。現存する門は草屋根を近年瓦葺き屋根の門に改修されたもの。
  - 今小路門が明治時代に城郭一帯が民間払い下げになった際に移築されたと伝わる門が宇都宮市北部の民家に現存。
  - 三の丸跡の土塁上に旭町の大いちょうが当時の位置のままで現存する[1]。

## 歴史・沿革

### 古代・中世
築城年代は平安時代に遡る。藤原秀郷もしくは藤原宗円（宇都宮氏の祖）が築城したと言われる。もともと宇都宮には宇都宮大明神（二荒山神社）が鎮座し、宗円は前九年の役に際して源頼義・源義家に伴われて奥州遠征に赴き、その功によって当社座主の地位と毛野川（鬼怒川）流域一体の支配権を与えられた。以来、鎌倉時代から室町時代・安土桃山時代まで530年におよび国司・守護・関東八屋形に列せられ、宇都宮城は宇都宮氏の居城（居館）となり、北関東支配の拠点となった。この頃の宇都宮城は中世城郭だったといわれる。

### 近世
戦国時代初期には宇都宮城で17代当主宇都宮成綱が実権を掌握するために、芳賀高勝を謀殺し、宇都宮錯乱とよばれる大きな内紛が起こりその戦場となったという。戦国時代後期には後北条氏や家臣である壬生氏や皆川氏の侵攻を受け一時はその一派によって占拠されたこともあったが、小田原征伐に続く宇都宮仕置ではその舞台となり、豊臣秀吉に謁見するため奥州の大名らが宇都宮城に参城した（なお、当時の宇都宮氏は後北条氏の侵攻を防ぐために多気山城に拠点を移していた）。宇都宮氏は秀吉から所領を安堵され居城を元の宇都宮城に戻すように命じられる。その後羽柴姓を授かるなど、秀吉との仲は良好であったが、慶長2年（1597年）に突如改易された。宇都宮氏改易後の慶長3年（1598年）、宇都宮城には蒲生秀行が18万石で入り、日野町や紺屋町を造成して宇都宮城下の商業整備を進めた。

#### 江戸時代
慶長6年（1601年）12月28日には関ヶ原の戦い後の京警備で功を認められた奥平家昌が10万石で入り、かつて宇都宮氏の菩提寺の一つであった田川対岸にある興禅寺を再興するなど城下町の機能を復興した。
さらに元和5年（1619年）、徳川家康の懐刀と言われた本多正純が15万5千石で宇都宮に入り、宇都宮城と城下の改修を行った。縄張りを拡張して新たな郭を設け、本丸など城郭周囲を掘削し湧水を張って幾重の水濠とし、掘削で生じた土を高く盛り上げて土塁とした。こうして正純は宇都宮城を近世城郭とする一方、城下の日光街道と奥州街道を整備して町割を行い、城内の寺社群（延命院、長楽寺など）を街道沿いに再配置するなど城下の防御能を向上させると同時に、城内に将軍宿泊所となる本丸御殿を建設し、また宇都宮宿の宿機能・駅機能を整備するなど日光社参に関する設備向上を促進した。この大改修工事の結果、宇都宮城下は城下町、門前町、宿場町の各機能を持つ都市に再編された。宇都宮城改修に際し、正純は幕府の意向に順じ宇都宮城に天守は設けず2層2階の清明台櫓を天守の代わりとしたが、正純の意に反して宇都宮城改修にまつわる正純謀反の噂が流布され、元和8年（1622年）に正純は改易された（宇都宮城釣天井事件）。
正純時代の3年間は宇都宮城下に大きな変化をもたらし、正純によって再編された都市基盤は近代都市・宇都宮市の礎となった。その後、奥平氏、奥平松平氏、本多氏、奥平氏、阿部氏、戸田氏、深溝松平氏と譜代大名が城主としてこまめに入れ替わった。江戸時代後期には戸田氏が6-7万石で治め、幕末を迎える。

### 近代
宇都宮は慶応4年4月（1868年5月）には戊辰戦争の戦地となり、宇都宮城の建造物は藩校修道館などを残して宇都宮の町並み共々焼失した（宇都宮戦争）。この時、宇都宮城下戸数約3,000戸のうち8割以上の約2,000数百戸が焼失し、また寺町群も48寺院が全半焼したと伝えられる。宇都宮城には一時大鳥圭介ら旧幕府軍が入るが、直ぐに河田佐久馬、伊地知正治、大山弥助、野津七次、有馬藤太ら率いる新政府軍（薩摩藩、長州藩、鳥取藩、大垣藩などの藩兵隊）に奪還され、宇都宮藩奉行の戸田三左衛門に引き渡された。後、大津港に抑留されていた藩主戸田忠友も帰還。これ以降、宇都宮城は東山道軍の対会津戦争の拠点となり、板垣退助をはじめ東山道軍の幹部等が駐屯、宇都宮藩兵は新政府軍の一部隊として下野国内から白河、会津と転戦する。前藩主の戸田忠恕は同年5月27日（1968年7月16日）に宇都宮に帰城するが間もなく他界した。旧暦（同年6月）、宇都宮城内には下総野鎮撫府が古河から移転してきた。また、1871年に真岡天領が廃され真岡県が出来ると、鍋島道太郎が真岡知県事に選任され、陣屋を真岡から宇都宮城内に移した。同年、城内に東京鎮台第4分営第7番大隊が駐屯することとなった。この部隊はその後の1874年に東京鎮台歩兵第2連隊第2大隊に名称を変える。そして1884年にこの部隊が下総国佐倉に移駐となると、宇都宮城内は静かになり、やがて明治23年（1890年）には城郭一帯が民間に払い下げとなって、城内には御本丸公園が整備され、市民の憩いの場として様々な催しが行われたという。一方、城門などの痕跡は払い下げによって失われ、城郭の面影は徐々に消えていった。また濠は西館濠、地蔵濠などの内堀が戦後まで残され、鯉の養殖や蓮の栽培がされていたと言われる。
戦後、日本政府による戦災復興都市計画の策定に伴い、昭和21年（1946年）10月9日には宇都宮市も戦災都市に指定され、城跡の遺構は撤去され市街地へと生まれ変わった。昭和30年代（1955年 - 1964年）頃までは現在の東武宇都宮百貨店近辺にも大きな水濠が残存していた。しかし衛生上の事情を理由に、1972年（昭和47年）までにすべて埋め立てられた。

## 復元

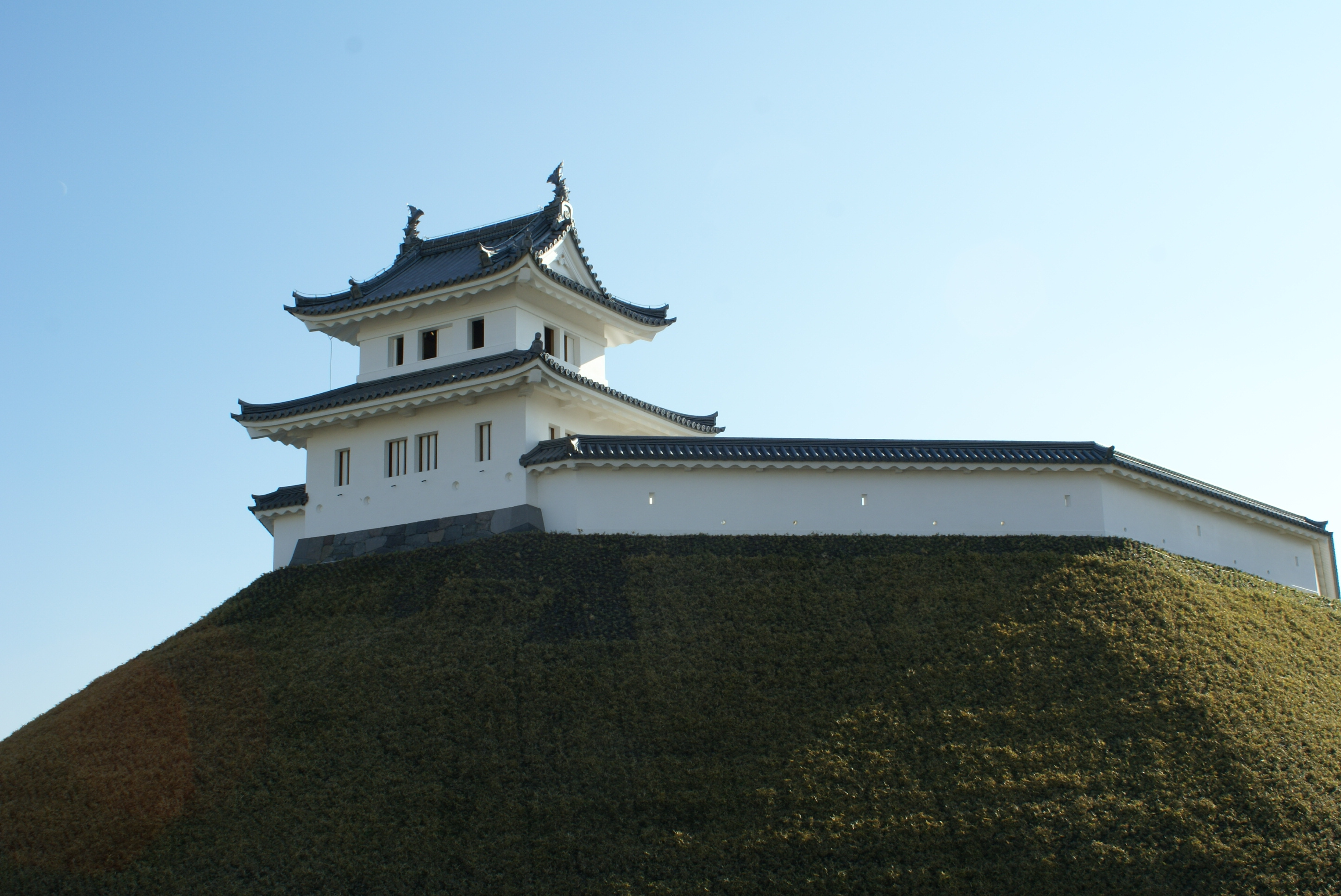
復元清明台櫓

宇都宮城本丸の一部が外観復元され、宇都宮城址公園として2007年（平成19年）3月25日に開園、一般公開された。復元されたのは本丸土塁の一部と土塁上に建つ富士見櫓、清明台櫓、および土塀で、土塁内部は宇都宮城に関する資料を展示している。復元された櫓と土塀は木造本瓦葺きで白漆喰総塗籠で仕上げられている。復元に使用された木材は、土塀の柱と梁が青森産のヒバ材なのを除けば、栃木県内産の桧・杉・松が用いられている。土塁の構造体に限っては鉄筋コンクリート造である。都市防災公園を兼ねることから、本丸跡は芝生が広がるのみで、復元物はない。
清明台の内部に入ることはできるが、通常2階部分に上がることはできない。史実に忠実に復元したため、階段が急で踏み面が小さく、建築基準法を満たしていないことが理由である。

## 歴代城主
平安時代中期から後期に築城されたとされる宇都宮城は、代々藤原宗円を祖とする下野宇都宮氏一族の拠点として受け継がれたといわれる。なお、戦国期には一時、塩谷氏や壬生綱房などの壬生氏一族、皆川俊宗に占拠された時期があったが、以下の一覧にはこれを含めていない。
1. 藤原宗円（康平6年 － ）
2. 八田宗綱
3. 宇都宮朝綱
4. 宇都宮成綱
5. 宇都宮頼綱
6. 宇都宮泰綱
7. 宇都宮景綱
8. 宇都宮貞綱
9. 宇都宮公綱
10. 宇都宮氏綱
11. 宇都宮基綱
12. 宇都宮満綱
13. 宇都宮持綱
14. 宇都宮等綱
15. 宇都宮明綱
16. 宇都宮正綱
17. 宇都宮成綱（文明9年 － 永正13年）
18. 宇都宮忠綱（永正13年 － 大永3年）
19. 宇都宮興綱（大永3年 － 天文5年）
20. 宇都宮尚綱（天文5年 － 同18年）
21. 宇都宮広綱（弘治3年 － 天正4年）
22. 宇都宮国綱（天正4年 － 慶長2年）
23. 浅野長政（慶長2年 － 同3年）
24. 蒲生秀行（慶長3年 – 同6年）
25. 大河内秀綱（慶長6年 – 同7年）
26. 奥平家昌（慶長7年 – 同19年）
27. 奥平忠昌（元和元年 – 同5年）
28. 本多正純（元和5年 – 同8年）
29. 奥平忠昌（元和8年 – 寛文8年）
30. 奥平昌能（寛文8年 – 同9年）
31. 松平忠弘（寛文9年 － 天和元年）
32. 本多忠平（天和元年 － 貞享2年）
33. 奥平昌章（貞享2年 － 元禄8年）
34. 奥平昌成（元禄8年 – 同10年）
35. 阿部正邦（元禄10年 － 宝永7年）
36. 戸田忠真（宝永7年 －享保14年）
37. 戸田忠余（享保14年 － 延享3年）
38. 戸田忠盈（延享3年 － 寛延2年）
39. 松平忠祇（寛延2年 － 宝暦12年）
40. 松平忠恕（宝暦12年 － 安永4年）
41. 戸田忠寛（安永4年 － 寛政10年）
42. 戸田忠翰（寛政10年 － 文化8年）
43. 戸田忠延（文化8年 － 文政6年）
44. 戸田忠温（文政6年 - 嘉永4年）
45. 戸田忠明（嘉永4年 - 安政3年）
46. 戸田忠恕（安政3年 - 慶応4年）
47. 戸田忠友（慶応4年 - 明治4年）